# 오사키 이치카
오사키 이치카(일본어: 尾碕 真花 おさき いちか[*], 2000년 12월 2일 ~ )는 일본의 배우이다. 2013년부터 2018년까지 그룹 X21의 멤버로 활동한 바 있다.

## 출연작

### TV 드라마
- 기사룡전대 류소저 - 아스나 / 류소우 핑크 역

## 영화
- 기사룡전대 류소저 THE MOVIE 타임슬립! 공룡패닉!!! - 아스나 / 류소우 핑크 역
- 기사룡전대 류소저 VS 루팡레인저 VS 패트레인저 - 아스나 / 류소우 핑크 역
- 기사룡전대 류소저 특별편:메모리 오브 소울메이트 - 아스나 / 류소우 핑크 역
- 마진전대 키라메이저 VS 류소저 - 아스나 / 류소우 핑크 역